# Залесье (Золочевская городская община)
Залесье (укр. Залісся) — село в Золочевской городской общине Золочевского района Львовской области Украины.
Население по переписи 2001 года составляло 293 человека. Занимает площадь 1,225 км². Почтовый индекс — 80750. Телефонный код — 3265.